# Manuel Roland
Pour les articles homonymes, voir Roland (homonymie).
Vous pouvez aider à l'améliorer ou bien discuter des problèmes sur sa page de discussion.
- Il ne cite pas suffisamment ses sources. Vous pouvez indiquer les passages à sourcer avec {{référence nécessaire}} ou {{Référence souhaitée}}, et inclure les références utiles en les liant aux notes de bas de page. (Marqué depuis mai 2017)
- Sa forme n’est pas encyclopédique et ressemble trop à un curriculum vitæ. Modifiez le texte pour aider à le transformer en article neutre. (Marqué depuis février 2017)

- Archive Wikiwix
- Bing
- Cairn
- DuckDuckGo
- E. Universalis
- Gallica
- Google
- G. Books
- G. News
- G. Scholar
- Persée
- Qwant
- (zh) Baidu
- (ru) Yandex
- (wd) trouver des œuvres sur Wikidata

Manuel Roland est un musicien et compositeur belge de musique de films né le 28 avril 1978 à Charleroi.

## Biographie
Musicien, compositeur et multi-instrumentiste, Manuel Roland est compositeur pour le cinéma. Il a aussi joué dans les groupes de jazz et de pop : L'orchestre du Belgistan, One Nine Two Nine, Orange Kazoo et Applause.
Il a signé les musiques de plusieurs courts métrages et documentaires.

## Filmographie

### Longs métrages
- 2014 : L'année prochaine, de Vania Leturcq,
- 2015 : Parasol, de Valéry Rosier,
- 2016 : Je suis resté dans les bois, de Michael Bier, Erika Sainte et Vincent Solheid,
- 2018 : La Part sauvage, de Guérin Van de Vorst
- 2020 : La Forêt de mon père, de Véro Cratzborn
- 2021 : Rookie, de lieven van baelen
- 2021 : Le Cœur noir des forêts, de Serge Mirzabekiantz
- 2021 : Tokyo Shaking, de Olivier Peyon
- 2021 : El Sustituto, de Oscar Aibar

### Documentaires
- 2009 : Mémoire d'envol, de Ève Duchemin,
- 2013 : Démocratie année zéro, de Christophe Cotteret,
- 2014 : Ennahdha, de Christophe Cotteret,
- 2016 : En Quête De Terre, de Sonia Ringoot,
- 2016 : Nouvelle-Orléans, laboratoire de l'Amérique, de Alexandra Kandy-Longuet,
- 2016 : Inkotanyi, de Christophe Cotteret,
- 2021 : Nous Tous, de Pierre Pirard

### Courts métrages
- La fiancée de Saint-Nicolas, de Alice De Vestele, 2004
- Le zoo, l'usine et la prison, de Eve Duchemin et Jean-Pierre Griez, 2005
- Noël 347, de Alice De Vestele et Michael Bier, 2007
- L'heure bleue, de Alice De Vestele et Michael Bier, 2010
- Putain Lapin, de Guérin Van de Vorst, 2010
- Que la suite soit douce, de Alice De Vestele, 2012
- A New Old Story, de Antoine Cuypers, 2012
- La part sauvage, de Guérin Van de Vorst, 2012
- La Séparation, de Michaël Bier, 2014
- Spleen Luik, de Martin Foxhal, 2014
- Osez la macédoine de Guérin Van de Vorst, 2014
- Solo Rex, de Francois Bierry, 2014
- Pas plus con qu'un steak, de Guérin Van de Vorst, 2015
- Calamity, de Séverine De Streyker et Maxime Feyder, 2016
- Icare, de Nicolas Boucart, 2017
- Mon ami, de Michaël Bier et Hervé Piron

## Récompenses
- Prix SACEM 2013 de la musique originale au festival Itinérances de Alès pour la musique du court-métrage « Que la suite soit douce » de Alice De Vestele
- Prix SABAM AWARDS 2016 pour la musique originale du film PARASOL, de Valéry Rosier[1]
- Prix Magritte 2017 de la meilleure musique originale[2], avec Cyrille de Haes, pour la musique du film Parasol de Valéry Rosier